# Organización territorial de Hong Kong
La organización territorial de Hong Kong está conformada de un único nivel, en donde se ubican los 18 distritos (en chino tradicional, 香港地區). Cada distrito tiene un consejo de distrito, anteriormente juntas de distrito, para el cual los distritos se establecieron en 1982, cuando Hong Kong estaba bajo el dominio británico, Sin embargo, los distritos tienen una relevancia limitada para la población, ya que pocos servicios públicos operan de acuerdo con los límites del distrito.
El Gobierno de Hong Kong es unitario y no define ciudades y pueblos como unidades administrativas subsidiarias. Los límites de la ciudad de Victoria, Kowloon y Nuevo Kowloon están establecidos por ley, pero ninguna de estas tres áreas tiene el estatus legal de una ciudad o pueblo. Los distritos de Hong Kong se dibujan de acuerdo con las montañas, las costas y las carreteras, y no coinciden con las extensiones naturales de ninguna zona urbanizada.

## Distritos

Mapa que representa la densidad de población de Hong Kong por distrito.

### Historia
En la década de 1860, los residentes que hablaban los mismos dialectos a menudo se unían en grupos particulares, y la estructura social era más importante que la estructura del distrito. Los comerciantes a menudo viajaban juntos como guildas y vendían bienes comunes en diferentes áreas. Organizaciones como Nam Pak Hong, el comité del Hospital de Tung Wah y el "Comité de Vigilancia del Distrito" tenían una zona de influencia que superaba a los de sus distritos nativos. El concepto de separación en distritos solo se volvió importante alrededor de 1870, cuando aumentaron los conflictos culturales entre culíes, chinos y británicos. Uno de los primeros intentos legales de controlar los distritos se produjo en 1888 en virtud de la Ordenanza Europea de Reserva de Distritos, que reservaba áreas exclusivamente a los europeos. La primera Ordenanza de Urbanismo no apareció hasta 1939.
El Plan de Administración del Distrito se implementó en 1982 con el establecimiento de una junta de distrito y un comité de administración de distrito en cada uno de los distritos de Hong Kong. El objetivo del plan era lograr una coordinación más eficaz de las actividades gubernamentales en la prestación de servicios e instalaciones a nivel de distrito, garantizando que el Gobierno responda a las necesidades y problemas propios del distrito y promover la participación pública en los asuntos del distrito. Desde el 1 de julio de 1997 hasta el 31 de diciembre de 1999, las antiguas juntas de distrito fueron sustituidas por juntas de distrito provisionales. Las juntas de distrito provisionales fueron sustituidas a su vez el 1 de enero de 2000 por 18 consejos de distrito.
Ha habido dos cambios importantes en las divisiones de distrito desde su implementación en 1982:
- El distrito de Kwai Tsing se separó del distrito de Tsuen Wan en 1985.
- El distrito de Yau Tsim y el distrito de Mong Kok se fusionaron para convertirse en el distrito de Yau Tsim Mong en 1994.

### Estadísticas
| Distrito           | Nombre chino       | Población (2016) | Superficie (km²) | Densidad (/km²) | Mapa |
| ------------------ | ------------------ | ---------------- | ---------------- | --------------- | ---- |
| Central y Oeste    | 中西區             | 243 266          | 12,55            | 19 391          |      |
| Este               | 東區               | 555 034          | 17,98            | 30 861          |      |
| Sur                | 南區               | 274 994          | 38,84            | 7080            |      |
| Wan Chai           | 灣仔區             | 180 123          | 10,51            | 17 137          |      |
| Isla de Hong Kong  | Isla de Hong Kong  | 1 253 417        | 78,59            | 15 691          |      |
| Sham Shui Po       | 深水埗區           | 405 869          | 9,36             | 43 381          |      |
| Kowloon            | 九龍城區           | 418 732          | 10,02            | 41 802          |      |
| Kwun Tong          | 觀塘區             | 648 541          | 11,27            | 57 530          |      |
| Wong Tai Sin       | 黃大仙區           | 425 235          | 9,30             | 45 711          |      |
| Yau Tsim Mong      | 油尖旺區           | 342 970          | 6,99             | 49 046          |      |
| Kowloon            | Kowloon            | 2 241 347        | 46,94            | 47 748          |      |
| Islas              | 離島區             | 156 801          | 176,98           | 886             |      |
| Kwai Tsing         | 葵青區             | 520 572          | 23,34            | 22 307          |      |
| Norte              | 北區               | 315 270          | 136,48           | 2310            |      |
| Sai Kung           | 西貢區             | 461 864          | 129,63           | 3563            |      |
| Sha Tin            | 沙田區             | 659 794          | 68,71            | 9602            |      |
| Tai Po             | 大埔區             | 303 926          | 136,11           | 2233            |      |
| Tsuen Wan          | 荃灣區             | 318 916          | 61,94            | 5149            |      |
| Tuen Mun           | 屯門區             | 489 299          | 83,02            | 5894            |      |
| Yuen Long          | 元朗區             | 607 200          | 138,48           | 4435            |      |
| Nuevos Territorios | Nuevos Territorios | 3 840 620        | 952              | 4019            |      |
| Marino             | -                  | 1201             | -                | -               | -    |

* Fuente: https://www.bycensus2016.gov.hk/en/bc-mt.html

## Ciudades
| Asentamiento                     | Distrito(s)                                                    |
| -------------------------------- | -------------------------------------------------------------- |
| Aberdeen                         | Sur                                                            |
| Cheung Chau                      | Islas                                                          |
| Discovery Bay                    | Islas                                                          |
| Jardine's Lookout                | Wan Chai                                                       |
| Ha Tsuen                         | Yuen Long                                                      |
| Kowloon incluyendo Nuevo Kowloon | Yau Tsim Mong, Sham Shui Po, Kowloon, Wong Tai Sin y Kwun Tong |
| Kam Tin                          | Yuen Long                                                      |
| Kwun Tong                        | Kwun Tong                                                      |
| Kwu Tung                         | Norte                                                          |
| Lau Fau Shan                     | Tuen Mun                                                       |
| Lei Yue Mun                      | Kwun Tong                                                      |
| Luen Wo Hui                      | Norte                                                          |
| Ma Wan                           | Islas                                                          |
| Mui Wo                           | Islas                                                          |
| Ping Shan                        | Yuen Long                                                      |
| Peng Chau                        | Islas                                                          |
| Sai Kung                         | Sai Kung                                                       |
| San Tin                          | Yuen Long                                                      |
| Sha Tau Kok                      | Norte                                                          |
| Sham Tseng                       | Tsuen Wan                                                      |
| Shek O                           | Sur                                                            |
| Sok Kwu Wan                      | Islas                                                          |
| Stanley                          | Sur                                                            |
| Tai O                            | Islas                                                          |
| Victoria                         | Parte de Central y Oeste, parte de Wan Chai y parte de Este    |
| Yuen Long                        | Yuen Long                                                      |
| Yung Shue Wan                    | Islas                                                          |

### Nuevas ciudades
| Ciudad                                       | Distrito               | Año de origen                   |
| -------------------------------------------- | ---------------------- | ------------------------------- |
| Tsuen Wan (Tsuen Wan, Kwai Chung y Tsing Yi) | Tsuen Wan y Kwai Tsing | Década de 1950                  |
| Sha Tin                                      | Sha Tin                | Década de 1970                  |
| Tuen Mun                                     | Tuen Mun               | Década de 1970                  |
| Tai Po                                       | Tai Po                 | Principios de la década de 1980 |
| Yuen Long                                    | Yuen Long              | Principios de la década de 1980 |
| Fanling-Sheung Shui                          | Norte                  | Mediados de la década de 1980   |
| Ma On Shan                                   | Sha Tin                | Mediados de la década de 1980   |
| Tseung Kwan                                  | Sai Kung               | Finales de la década de 1980    |
| Tin Shui Wai                                 | Yuen Long              | Principios de la década de 1990 |
| Lantau Norte (Tung Chung y Tai Ho Wan)       | Islas                  | 1994                            |